# کشتن زن، جهنم نفت
کشتن زن، جهنم نفت (به ژاپنی: 女殺油地獄 Onna goroshi abura no jigoku) فیلمی به کارگردانی هیدئو گوشا است که در سال ۱۹۹۲ اکران شد. از بازیگران آن می‌توان به کاناکو هیگوچی اشاره کرد.